# Lokid SR-71
Lokid SR-71 (eng:Lockheed SR-71) je napredni, strateški izviđački avion velikog doleta, brzine preko 3Ma. SR-71 je neslužbeno nazvan "Crna ptica", dok ga je posada nazivala "Habu" (vrsta zmije). Iako je prvobitno zamišljen kao lovačko bombarderski avion, bio je naslednik čuvenog špijunskog aviona Lokid .

## Razvoj i dizajn
Razvoj aviona odvijao se u najvećoj tajnosti, prvi put je poleteo 22.12.1964. godine a javnosti ga je predstavio tadašnji predsednik SAD-a Lindon B. Džonson. Rukovodilac projekta ovog aviona je bio Lokidov inženjer Klerens Keli Džonson. Prototip ovog aviion su zajednički finansirali CIA i USAF. Većina aviona izrađena je od titana, a celi trup mu je monokok konstrukcije. Iza pilota smešten je operator sistema izviđanja dok je u verziji za obuku SR-71B iza pilota, u nešto uzdignutijoj kabini smešten pilot-instruktor. Izviđačka oprema smeštena je u nosu i na još pet mesta u prednjem delu trupa.
Glavne odbrambene prednosti aviona su bile njegova brzina i velika operativna visina leta. u slučaju napada raketom zemlja-vazduh, avion je samo ubrzavao i time bežao od rakete. SR-71 je bio korišćen od 1964. do 1998, 12 od 32 aviona su uništena u nesrećama, a ni jedan nije oboren u neprijateljskim akcijama.

## Specifičnosti
Trup SR-71 je napravljen tako da su paneli samo labavo spojeni kako ne bi pukli pri ekstremnim temperaturama tokom leta. Usled zagrevanja trup se tokom leta širio pa su paneli bili čvrsto uklopljeni.
Posledica ovog dizajna i odsustva zaptivaka je da gorivo curi iz aviona dok je na zemlji i tokom leta dok ne dostigne radnu temperaturu. Kao bi se što pre zagrejao, avion po poletanju leti kratko velikom brzinom, a po dostizanju operativne temperature trupa, SR-71 je dopunjavan gorivom u vazduhu.
Za SR-71 blekbird su specijalno projektovani turbomlazni motori, koji se na većim brzinama konvertuju u nabojno mlazni, preusmeravanjem protoka vazduha oko jezgra i brzinama koje odgovaraju Mahovom broju većem od 2,5.
Za avion je razvijeno posebno teško zapaljivo gorivo JP-7 koje je istovremeno korišćeno kao rashladna tečnost za trup. Naime gorivo je prolazilo neposredno ispod napadne titanijumske površine krila pre nego što je stizalo do motora.
Po sletanju dobar deo trupa je bio zagrejan do oko 300°C
Interesantna je činjenica da su u vreme projektovanja i izgradnje ovog aviona, Sjedinjene Države još uvek nisu mogle da ovladaju tehnologijom industrijske proizvodnje titanijuma potrebnog za izradu ovako brze letelice. Stoga je titanov materijal kupljen od jednog proizvođača iz Sovjetskog Saveza. Rival u hladnom ratu je tako paradoksalno postao jedan od glavnih dobavljača materijala za proizvodnju aviona .

## Tehnički podaci (SR-71A)
| Tehnički podaci SR-71A            | Tehnički podaci SR-71A |
| --------------------------------- | ---------------------- |
| Proizvodio se:                    | od 1960. do 1978.      |
| Proizvođač                        | Lokid                  |
| Raspon krila                      | 16,94                  |
| Dužina                            | 32,74                  |
| Visina                            | 5,64                   |
| površina krila                    | 167,22                 |
| Težina (prazan)                   | 27.216                 |
| Mogući tovar                      |                        |
| Težina (maksimalna pri poletanju) | 77.110                 |
| Putnici                           | -                      |
| Posada                            | 2                      |
| Brzina                            | 3220                   |
| Plafon leta                       | 25.900                 |
| Dolet                             | 4.800                  |
| Pogon                             | 2x Pratt & Whitney J58 |
| Snaga                             | 2x 14.750 kp potiska   |

## Korišćenje aviona
Ovaj avion je iz baze na Okinavi korišćen za izviđačke letove iznad Severnog Vijetnama i Laosa a avioni koji su bili locirani u Velikoj Britaniji su korišćeni za špijuniranje sovjetskih luka na Baltičkom i Severnom moru. NASA je ovaj avion koristila za svoja istraživanja.
Iako je u odnosu na svog prethodnika (U-2), bio konstruktivno i tehnološki mnogo bolji avion zbog svoje nepouzdanosti i veoma skupog održavanja avion Lokid SR-71 se koristio kraće vreme tj. U-2 ga je nadživeo.
Avion SR-71 je dugo godina držao svetski rekord u brzini leta.

## Galerija
- Dopunjavanje u vazduhu iz Boinga
- Kopkpit SR-71
- SR-71 u Steven F. Udvar-Hazy Center
- SR-71 Blackbird u Steven F. Udvar-Hazy Center
- Crna ptica u muzeju u Nebrasci
- SR-71 i D-21B u muzeju "Pima Air & Space Museum"

## Spoljašnje veze
- Poreklo prvih izviđačkih (špijunskih) visoko letećih aviona: U-2 и SR-71 (TV Istorija - Zvanični jutjub kanal)
- http://static.astronomija.org.rs/razno/avioni/Blackbird/Lockheed_SR_71.htm
- https://www.b92.net/info/vesti/index.php?yyyy=2021&mm=06&dd=15&nav_category=78&nav_id=1875294
- https://time.rs/c/e89e9e2fd1/nema-mu-ravnog-crna-ptica-je-najbrzi-avion-ikada-video.html Архивирано на веб-сајту  (24. јун 2021)
- https://www.antenam.net/index.php/razonoda/mozaik/48854-ovo-je-najbrzi-avion-koji-je-ikada-postojao#!
- http://www.planeta.rs/61/09_aeronautika.htm#.YM9x4mgzbIU